# Peter Herrmann
Peter Herrmann, (* 25. ledna 1941 v Berlíně, Německo) je bývalý německý zápasník – judista.

## Sportovní kariéra
S tréninkem juda/džú-džucu začínal v rodném Berlíně (tehdy Západním Berlíně) v 15 letech v klubu PSV pod vedeních Ericha Rahna. V německé judistické reprezentaci se začal prosazovat po zavedení polotěžké váhy do 93 kg v roce 1965. V roce 1968 mezinárodní olympijský výbor nezařadil judo do programu olympijských her v Mexiku, kde by patřil k favoritům na jednu z medailí. V roce 1972 nebyl v optimální formě a prohrál nominaci na domácí olympijské hry v Mnichově s Paule Barthem. Na olympijských hrách nikdy nestartoval. Sportovní kariéru ukončil v roce 1975. Věnoval se trenérské práci. Na začátku osmdesátých let dostal nabídku vést australkou judistickou reprezentaci a v Austrálii se nakonec usadil. Jeho nejznámějším žákem byl Daniel Kelly.

## Výsledky

### Váhové kategorie
| Turnaj             | 1965           | 1966           | 1967           | 1968           | 1969           | 1970           | 1971           | 1972           | 1973           |                |
| Turnaj             | 24             | 25             | 26             | 27             | 28             | 29             | 30             | 31             | 32             |                |
| Turnaj             | polotěžká váha | polotěžká váha | polotěžká váha | polotěžká váha | polotěžká váha | polotěžká váha | polotěžká váha | polotěžká váha | polotěžká váha | polotěžká váha |
| ------------------ | -------------- | -------------- | -------------- | -------------- | -------------- | -------------- | -------------- | -------------- | -------------- | -------------- |
| Mistrovství světa  | úč.            |                | 3.             |                | 2.             |                | —              |                | úč.            |                |
| Mistrovství Evropy | ?              | 2.             | 1.             | 1.             | ?              | ?              | ?              | ?              | ?              |                |

### Bez rozdílu vah
| Turnaj            | 1965 | 1966 | 1967 | 1968 | 1969 | 1970 | 1971 | 1972 | 1973 |
| Turnaj            | 24   | 25   | 26   | 27   | 28   | 29   | 30   | 31   | 32   |
| ----------------- | ---- | ---- | ---- | ---- | ---- | ---- | ---- | ---- | ---- |
| Mistrovství světa | úč.  |      | 3.   |      | úč.  |      | —    |      | —    |